# Zenekari concerto
A zenekari concerto olyan zenei műfaj, amelyben a szólisták a zenekar tagjaiból emeltetnek ki a mű folyamán, szemben a versenymű (concerto) esetével, ahol a mű külön szólistákra és zenekarra íródik.
Rokonműfaja a sinfonia concertante.
A legismertebb zenekari concertót Bartók Béla írta, de előtte és utána is íródtak ilyen művek.

## Zenekari concertók, szerzőik és befejezésük időpontja
- Paul Hindemith, op. 38, 1925
- Walter Piston, 1933
- Kodály Zoltán, 1939
- Richard Mohaupt, 1942-1943
- Bartók Béla, 1943
- Alan Rawsthorne, 1949
- Witold Lutosławski, 1950–1954
- Michael Tippett, 1962–1963
- Roberto Gerhard, 1965
- Elliott Carter, 1969
- Roger Sessions, (Pulitzer-díjat nyert), 1979–1981

Goffredo Petrassi az 1930-as évek óta több mint nyolcat írt.